# Emulsão nuclear

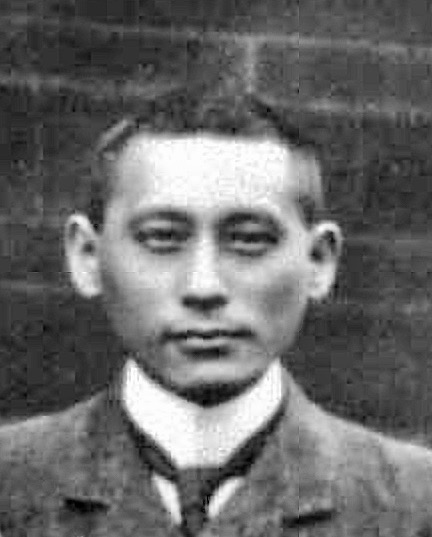
Kinoshita Suekiti em 1910.

Uma emulsão nuclear é uma emulsão fotográfica destinada à fixação e observação da trajetória individual das partículas ionizantes. O processo foi desenvolvido por Kinoshita Suekiti em 1910 e é um dos métodos usados em autorradiografia. 